# Десета гимназија „Михајло Пупин” Нови Београд
Десета гимназија „Михајло Пупин“ у Београду је гимназија општег смера која се налази на Новом Београду у улици Антифашистичке борбе 1а (бивша улица Пролетерске солидарности) у блоку 21.

## Историјат
Школа чији је наследник данашња Десета гимназија основана је указом краља Александра I Карађорђевића, 6. априла 1933. године као Мушка гимназија краља Александра Првог у Београду. Школа је била затвореног типа са интернатом, само за мушкарце, самостална васпитна установа под надзором Министра просвете. Зграда гимназије и интернат за ученике су били смештени на Топчидерској звезди, у згради данашње Војне гимназије.
Током Другог светског рата школа је исељена и променила је неколико локација, као и назив у „Једанаеста мешовита гимназија“ школске 1944/45. године када су уписане и девојке. Школске 1945/46. године школа се поново сели, сад у зграду основне школе на Сењаку, и 9. октобра 1945. године одлуком Министарства просвете мења назив у „Мешовита гимназија у Београду“. У згради на Сењаку настава се одвијала све до школске 1953/54. године када се враћа у своју предратну зграду, потпуно оспособљену за рад гимназије. 
Августа месеца 1961. године школа мења назив у „Десета београдска гимназија у Београду“. Од 1971. године школа је пресељена у данашњи објекат, који је био предвиђен као привремено решење, али остао до данас као коначно решење. Доношењем Закона о усмереном образовању 1976/77. године, гимназија губи свој карактер, врши се пререгистрација, 1982. године, мења назив у „Образовано васпитна радна организација природно-техничке струке Михајло Пупин у Новом Београду“. У овом статусу остаје до 1986. године када постаје школа природно-математичке струке, за звање сарадник у природним наукама. Од школске 1991/92. године школа добија свој данашњи назив „Десета гимназија Михајло Пупин у Београду“ као гимназија општег смера.